# نیک وارد (بازیکن فوتبال، زاده ۱۹۷۷)
نیک وارد (انگلیسی: Nick Ward؛ زادهٔ ۳۰ نوامبر ۱۹۷۷) بازیکن فوتبال در پست مهاجم اهل ولز است.

## باشگاهی
از باشگاه‌هایی که در آن بازی کرده‌است می‌توان به باشگاه فوتبال ولینگ یونایتد، باشگاه فوتبال شروزبری تاون و باشگاه فوتبال نیو سنتس اشاره کرد.